# هورسفلدية منقطة الأوراق
هورسفلدية منقطة الأوراق (الاسم العلمي:Horsfieldia punctatifolia) هي نوع هجين من النباتات تتبع جنس الهورسفلدية من الفصيلة البسباسية.